# علي بحر
علي خميس إبراهيم بحر (1960 - 3 يوليو 2011) وهو عضو وأحد مؤسسي فرقة الاخوة البحرينية.

## رحلته في عالم الغناء

### بدايته
ولد الفنان علي بحر في منطقة المحرق بمملكة البحرين وتحديدا (فريج البنعلي) ، ونشأ مع والده خميس بحر ، ووالدته من عائلة الياسي المعروفة أيضا في المحرق ، وهو من عائلة فنية تتضمن خمسة أبناء: خليفة والفنان والمذيع إبراهيم بحر ، وعلي ، والفنان عيسى ، وراشد بالإضافة إلى أربع أخوات ، وقد بدأ حبه للغناء وفنون العزف على الآلات الموسيقية منذ فترة المراهقة ، فقد أحب أغاني المغنية اللبنانية فيروز وكان يؤدي الأغاني المسموعة لمغنيي البحرين السابقين الذين كان لهم تأثير على محاولاته الأولى في الغناء، ومنهم ابن خالته محمود شمس صاحب أول فرقة روك في البحرين وكان اسمها فرقة (Roots) ، كما شارك علي بحر في أغنية حيران دايم.
في بداياته كان يعزف على آلة الأورغ وشارك في إحياء عدد من الأعراس الشعبية في أحياء مدينته المحرّق في منتصف السبعينات إلى أوائل الثمانينات، حيث اشترك هو وأخوه عيسى وصديقه خالد الذوادي وصديقه إبراهيم الذوادي وسلطان الماس في تأسيس فرقة موسيقية حملت اسم الفرقة البحرية وأصدروا ألبوم استديو واحداً وقدموا عدداً من الحفلات. استمرت الفرقة لمدة ثلاث سنوات، وفي عام 1986 قرروا إحياء حلمهم الموسيقي من خلال تأسيس فرقة جديدة حملت اسمفرقة الاخوة البحرينية ، التي أصدرت أول ألبوم لها في عام 1987.

### أسلوبه الفني
تمكّن علي بحر من اداء اغلب الفنون الخليجية ومنها فن (النهمة) ، كما غنى الشعبي القديم بآلة القيتار والإيقاعات اللاتينية، وغنى على إيقاعات (الفجري والتانغو) وغيرهما من إيقاعات ، وقد حقق جماهيرية وشعبية واسعة بسبب تنوعه في اداء جميع الفنون الخليجية.

## الفرقة التي أسست على يده

### فرقة الإخوة البحرينية
سبق تأسيس فرقة الاخوة البحرينيةعام 1986 ظهور عدة فرق تمارس الغناء ذو الأسلوب الغربي مثل : فرقة الوعد البحرينية ، وفرقة sunshine، وفرقة roots، وفرقة الأصدقاء، وفرقة الأمواج البحرينية، وفرقة العائلة والشاركس ، أما الفرقة التي حازت على أكبر قاعدة جماهير في فترة أواخر السبعينات فكانت فرقة ال (six boys) ، وهناك عدد من الفرق البحرينية التي لم تحصل على نصيبها من الشهرة مثل فرقة الثلاثي البحريني، و friends ، ولقد واجهت فرقة الاخوة البحرينية عدة صعاب ومنافسة من عدد من الفرق الموسيقية البحرينية على فترتين ، فترة أوائل الثمانينات (فرقة سلطانيز، والكواكب، والعائلة، والنجوم)، أما فترة بداية التسعينات فكان الحضور القوى لـ (فرقة الوعد البحرينية، وفرقة القلوب البحرينية، وفرقة الامواج البحرينية).

## مشواره الفني

### بروزه بين الشباب الخليجي
بعدما تميز الفنان علي بحر وفرقة الإخوة البحرينية بأسلوبهم الغربي ،استطاعوا أن يلامسوا الشباب الخليجي ، حيث كان تأثيرهم عليهم واضحاً جداً لذلك يعتبر علي بحر من أهم وأقوى الأسماء في تاريخ الأغنية البحرينية. نمطه الموسيقي وجمهوره الشبابي الغفير كانا السبب وراء إطلاق الصحافة البحرينية عليه لقب (بوب مارلي البحرين) .
لم تقتصر أغاني علي بحر بأن تكون عاطفية فقط ، بل تناولت كل الأمور الحياتية والسياسية ، وبعد سنوات طويلة استطاع أن يصبح من المطربين الشباب المهمين على مستوى البحرين والخليج العربي ، بدلالة الحفلات الجماهرية التي أحياها مع فرقة الإخوة البحرينية في سلطنة عمان، ودولة الإمارات العربية المتحدة ، ودولة الكويت. تعتبر حفلة قناة روتانا من أفضل ما تم توثيقه لمسيرة فرقة الإخوة البحرينية، ويلقب علي بحر بالحنجرة الذهبية نظراً لصوته المميز ولغزارة إنتاجه الغنائي.

## صعوبات في حياته الفنية

### مرضه
مر علي بحر بأسوأ لحظات حياته عندما أصيب بجلطة دماغية عام 2006، وبسبب حالته الصحية أمر وزير الإعلام البحريني محمود عبد الغفار وعلى نفقته الخاصة بإرساله إلى ألمانيا لتلقي العلاج. عاد علي بحر البحرين سالماً معافى بعد قرابة شهر، وظهر في أول لقاء له وكانت عيناه تفيض بالدموع، وتم الإعلان عن حفلة استقبال له في صالة متحف البحرين الوطني في مدينة المنامة، حيث توافد عشرات الآلاف من البحرينيين هناك ومازال عشاق الفنان يتمنون صناعة تمثال للفنان علي بحر لوضعه في إحدى الأماكن الشهيرة في مملكة البحرين.

## وفاته
وافته المنية بعد معاناة مع المرض إثر إصابته بضيق في التنفس أدى إلى دخوله في غيبوبة لمدة يومين. نقل على إثرها إلى مستشفى السلمانية الطبي حيث لفظ فيه أنفاسه الأخيرة هناك، انتقل إلى جوار ربه في يوم الأحد الموافق 3/7/2011 في تمام الساعة الـ 12:26 ظهرًا عن عمر يناهز 51 عاماً بعد رحلة طويلة في عالم الغناء، أصدر خلالها العديد من الألبومات التي لاقت إعجاب مُحبّيه في العالم العربي وخاصة في دول مجلس التعاون الخليجي.

## من أشهر أغانيه
2- اشقد أحبك
3- اشتبي أكثر
4- مر الليل
5- بس تذكر
6- جزاء الخير
7- صغيرون
8- ما معاكم خبر زين
9- تلاقينا
10- لا رسايل
11- مشتاق
12- أبي أسأل
13- بس بسألك يالحبيب
14- طالت الغيبات
15- آخر حبي معاك
16- سافر على جفون الصبر
17- مغروره على شنهو
18- أحبك موت
19- شسويلك
20- خبرك عتيج
21- علموك
22- عافك الخاطر
23- روح الله يسامحك
24- افرض أني
25- أنانا والليل والقمرة
26- تذكر في يوم
27- خذوك
28- متى بتفهم
29- نامت عيون الناس
30-أكبر من الشوق
31- مريت على بابكم مره
32- في بحرهم
33- يهزني الشوق
34- جمال الكون
35- أرجوك أرجوك
36- البارحة
37- أشوف الليل
38- تعودت
39- حسافه إنتي
40- حب وشقى
41- يمه ورده
42- كل أشواقي
43- بين البشر
44- تلاقينا وتعاتبنا
45- سجن
46- اللي يبينا
47- خذاني الشوق لج يا عمان
48- روحي
49- يهون عليج
50- عجيب
51- تعب قلبي
52- سكت
53- عجب
54- بلد عيني
55- دموع العين
56-القلب يحب واحد
57- شقول
58- ألا يا رايح الديرة
59- ناوي على الفرقا
60- يا صاحبي
61- يا جرح من وين ابتدي
62- هالوطر
63- هذا مو حب
64- سافر حبيبي
65- قضيت أيام العمر
66- لا تقول
67- إسألني لو حبيت
68- لو اختلفنا
69-ليش يادنيا
70-بسك من الروحات
71- كل كلامك
72-اعترف
73-حبيب العمر
74-أنت وينك
75-قصيده حب
76-حبيبي وين
77-للزعل
78-اطري عليك
79- راحت
80-راح ابتعد عنك
81-تريتك
82-ما دريتوا
83-من غيرك
84-ولا مره
85-لي متى
86-تصدق عاد
87- أرجع
88- روحي رحلي من حياتي
89- أنا ما أستاهل
90-حبيبي
91-تمادى بالكلام
92-بصراحه من تكون
93-آخر رساله
94-تخنقني العبرات
95-يا ديرتي
96- شلون تقدر تعيش
97-يا عين هلي
98-اخفيت
99-جانك تبي ترحل
100-صدقيني
101- الهجران

## وصلات خارجية
- علي بحر على موقع أرشيف الشارخ.